# Wim Langeslag
Wim Langeslag es un deportista neerlandés que compitió en vela en la clase Flying Dutchman. Ganó dos medallas de bronce en el Campeonato Mundial de Flying Dutchman, en los años 1995 y 1998.

## Palmarés internacional
| Campeonato Mundial | Campeonato Mundial       | Campeonato Mundial | Campeonato Mundial |
| Año                | Lugar                    | Medalla            | Clase              |
| ------------------ | ------------------------ | ------------------ | ------------------ |
| 1995               | Torbole (Italia)         | Medalla de bronce  | Flying Dutchman    |
| 1998               | Den Oever (Países Bajos) | Medalla de bronce  | Flying Dutchman    |